# Padrão do Salado
O Padrão do Salado localiza-se na atual freguesia de Oliveira, São Paio e São Sebastião, no Centro Histórico de Guimarães, no distrito de Braga, em Portugal.
Situando-se em frente à Igreja de Nossa Senhora da Oliveira, o Padrão do Salado encontra-se classificado como Monumento Nacional desde 1910.

## História
Foi erguido no século XIV por iniciativa de Afonso IV de Portugal para comemorar a vitória na Batalha de Salado, em 1340. O soberano português participara nesta batalha em apoio ao genro Afonso XI de Castela, auxiliando-o a defender-se de uma invasão muçulmana.